# Chasse aux papillons
Chasse aux papillons est un tableau réalisé par la peintre française Berthe Morisot en 1874 à Maurecourt, commune située, depuis 1968,  dans les Yvelines. De format horizontal, cette huile sur toile est une scène de genre qui représente Edma, la sœur de l'artiste, alors qu'elle se tient debout dans de la verdure, un filet à papillons dans les mains. Dans le tiers gauche de la composition, qu'un arbuste délimite sur toute sa hauteur, leur tante figure en outre Jeanne et Blanche, les filles d'Edma, dans ce qui est donc aussi un portrait de famille.
L'œuvre est achetée par Ernest Duez le 24 mars 1875, lors d'une vente de tableaux à l'Hôtel Drouot, à Paris (n°23). Présente en 1895 à la galerie de Paul Durand-Ruel, elle entre dans les collections publiques en 1906, à titre de donation par Étienne Moreau-Nélaton. Elle est conservée depuis 1986 au musée d'Orsay.